# Peabo Bryson
Robert Peabo Bryson (Greenville, 13 de abril de 1951) é um cantor de soul e rhythm and blues (R&B), vencedor de dois Grammys. Bryson é conhecido por cantar baladas tipo soft-rock, (geralmente fazendo um duo com intérpretes femininas) e também por suas contribuições para várias bandas sonoras da Disney.

## Carreira
Em 1992, Bryson ganhou um Grammy Award  por sua performance na canção "Beauty and the Beast", um duo com Céline Dion e outro Grammy em 1993 por "A Whole New World" (tema de Aladdin), duo com Regina Belle.
Eis alguns de seus duetos.
- "Here We Go", com Minnie Riperton
- "Gimme Some Time", com Natalie Cole
- "Beauty and the Beast", com Céline Dion
- "Light The World", com Debbie Gibson
- "The Gift", com Roberta Flack
- "Without You", com Regina Belle (tema de Leonard Part 6)
- "A Whole New World", com Regina Belle (tema de Aladdin)
- "I Can't Imagine", com Regina Belle
- "Tonight I Celebrate My Love", com Roberta Flack
- "The Best Part", com Nadia Gifford
- "Lovers After All", com Melissa Manchester
- "You Are My Home" (from The Scarlet Pimpernel) com Linda Eder
- "By the Time This Night Is Over" com Kenny G
- "As Long As There's Christmas", com Roberta Flack
- "Make 'til tomorrow'", com Sandy Patty

Em parceria com a cantora Regina Belle, Bryson gravou dois duetos de sucesso. O primeiro foi "Without You", composição de Lamont Dozier, que foi o tema de amor do filme de comédia Leonard Part 6, gravado em 1987. "Without You" recebeu duas adaptações: a primeira foi em português e a segunda foi em espanhol, em 1989 e 1990, respectivamente. Ambas as adaptações receberam o mesmo título, "Amor Dividido", e ambas foram gravadas pela cantora brasileira Rosana, também conhecida como Rosanah Fienngo. O segundo duo de sucesso de Bryson e Belle foi "A Whole New World" , o tema principal do filme de animação da Disney Aladdin, gravado em 1992.

## Discografia
| Ano  | Título                    | Selo          |
| ---- | ------------------------- | ------------- |
| 1976 | Peabo                     | Bullet        |
| 1978 | Reaching for the Sky      | Capitol       |
| 1978 | Crosswinds                | Capitol       |
| 1979 | We're the Best of Friends | Capitol       |
| 1980 | Paradise                  | Capitol       |
| 1980 | Live & More               | Atlantic      |
| 1981 | Turn the Hands of Time    | Capitol       |
| 1981 | I am Love                 | Capitol       |
| 1982 | Don't Play with Fire      | Capitol       |
| 1983 | Born to Love              | Capitol       |
| 1984 | Straight from the Heart   | Elektra       |
| 1985 | Take no Prisoners         | Elektra       |
| 1986 | Quiet Storm               | Elektra       |
| 1988 | Positive                  | Elektra       |
| 1989 | All my Love               | Capitol       |
| 1991 | Can You Stop the Rain     | Columbia      |
| 1994 | Through the Fire          | Columbia      |
| 1997 | Peace on Earth            | Private music |
| 1998 | Family Christmas          | Great Noise   |
| 1999 | Unconditional Love        | Private music |
| 2003 | The Essential             | Private music |
| 2005 | Christmas with You        | Time Life     |
| 2007 | Missing You               | Peak Records  |

## Prêmios
| Ano  | Título                               | Categoria                          | Gênero |
| ---- | ------------------------------------ | ---------------------------------- | ------ |
| 1992 | Beauty and the Beast                 | Melhor performance de duo ou grupo | Pop    |
| 1993 | A whole new world (Alladdin's theme) | Melhor performance de duo ou grupo | Pop    |

| Ano  | Título                                 | Categoria     | Tipo de Competência       |
| ---- | -------------------------------------- | ------------- | ------------------------- |
| 2000 | Let me try Again (Laisse-moi le Temps) | Melhor canção | Competência Internacional |